# Frederico Augusto III da Saxônia
Frederico Augusto III (Dresden, 25 de maio de 1865 – Szczodre, 18 de fevereiro de 1932), foi o Rei da Saxônia de 1904 até sua abdicação em 1918 no final da Primeira Guerra Mundial. Era o filho mais velho do rei Jorge I da Saxônia, e de sua esposa, a infanta Maria Ana de Portugal. Ele subiu ao trono após a morte de seu pai em 1904 e participou da Primeira Guerra Mundial, como governante de um reino federado dentro do Império Alemão. Ele abdica em 13 de novembro de 1918, após o triunfo da revolução alemã.

## Casamento e filhos
Em 21 de novembro de 1891, em Viena, Frederico Augusto desposou a arquiduquesa e princesa Luísa de Áustria-Toscana; eles se divorciaram em 1903, depois que ela fugiu grávida de sua última filha, a qual teria sido, na verdade, filha biológica de André Giron, tutor dos filhos do casal. Porém, o rei a reconheceu como filha.
- Jorge, Príncipe Herdeiro da Saxônia (15 de janeiro de 1893 – 14 de maio de 1943), tornou-se padre, renunciando aos seus direitos de sucessão ao trono da Saxónia em 1923;
- Frederico Cristiano, Marquês de Meissen (31 de dezembro de 1893 – 9 de agosto de 1968), marquês de Meissen; casou-se com a princesa Isabel Helena de Thurn e Taxis; com descendência;
- Ernesto Henrique da Saxónia (9 de dezembro de 1896 – 14 de junho de 1971), casado primeiro com a princesa Sofia do Luxemburgo; com descendência. Casou-se depois com Virginia Dulon; sem descendência;
- Maria Alice Carola da Saxónia (nascida e morta a 22 de agosto de 1898);
- Margarida Carolina da Saxónia (24 de janeiro de 1900 – 16 de outubro de 1962), casada com o príncipe Frederico de Hohenzollern; com descendência;
- Maria Alice da Saxónia (27 de setembro de 1901 – 11 de dezembro de 1990), casada com o príncipe Francisco José de Hohenzollern-Emden; com descendência;
- Ana da Saxônia  (4 de maio de 1903 – 8 de fevereiro de 1976), casada primeiro com o arquiduque José Francisco Habsburgo-Lorena; com descendência. Casada depois com Reginald Kazanjian; sem descendência.

Os dois filhos mais velhos não são gêmeos; Frederico Augusto nasceu em janeiro e Frederico Cristiano, em dezembro.